# Keitai
Keitai (継体天皇, Keitai-tennō), ook bekend als Keitai okimi, was de 26e keizer van Japan. volgens de traditionele opvolgvolgorde.
Er zijn geen vaste data bekend omtrent zijn geboorte, regeerperiode en dood. Hij zou Japan hebben geregeerd in de vroege zesde eeuw.

## Leven
De omschrijvingen van Keitai in de Kojiki en de Nihon Shoki verschillen sterk van elkaar. Kojiki vermeldt 485 als Keitai's geboortejaar, en zijn sterfdatum op 9 april 527. Dit zijn de data volgens de traditionele lunisolaire kalender die in Japan werd gebruikt tot 1873. Zijn geboortenaam was Ōdo no Kimi (男大迹王). Tevens stond hij bekend als Hikofuto no Mikoto (彦太尊).
Keitai zou oorspronkelijk koning geweest zijn van de provincie Koshi, een kleiner rijk binnen Japan. Enkele moderne geschiedenisboeken noemen Keitai daarom Koning Ohoto van Koshi.
Keitai was geen zoon van een van de voorgaande keizers van Japan. Volgens de Kojiki (712) en Nihon Shoki (720) stierf keizer Buretsu zonder erfgenaam. Rond deze tijd kwam Keitai ten tonele. Hij zou een nakomeling zijn geweest van keizer Ojin. Daar de stamboom van de Nihon Shoki verloren is geraakt, is deze bewering echter niet te controleren. Er wordt dan ook aan getwijfeld of hij wel echt familiebanden had met Ojin. De Shaku Nihongi, die citeert uit de verloren tekst Jōgūki (7e eeuw), meldt dat Keitai de zoon was van Ushi no Kimi, een kleinzoon van Ohi Kimi, een achterkleinzoon van Ohohoto no Kimi (broer van keizer Ingyo’s echtgenoot), en uiteindelijk achter-achter-achterkleinzoon van keizer Ojin. De Kojiki en Nihon Shoki noemen Hikonushi no Kimi als Keitai’s vader.

## Keitai's regeerperiode
Keitai maakte zijn recht op de troon bekend in Kwachi, en trouwde met Tashiraga, de jongere zus van Buretsu. Deze daad werd niet door iedereen in dank afgenomen, waardoor het 20 jaar duurde voor Keitai de provincie Yamato kon binnengaan.
In Keitai’s latere jaren, 527 of 528, vond een opstand plaats, geleid door Iwai. Keitai wees Mononobe no Arakahi aan als shogun om deze opstand neer te slaan.
Van Keitai’s zonen erfden ook Ankan, Senka en Kimmei de troon.
* Regent Jingu staat niet op de traditionele lijst.